# حمام شهرک طالقان
حمام شهرک طالقان مربوط به دوره قاجار است و در شهرستان طالقان، محله شهرک طالقان واقع شده و این اثر در تاریخ ۱۲ بهمن ۱۳۸۱ با شمارهٔ ثبت ۷۰۶۲ به‌عنوان یکی از آثار ملی ایران به ثبت رسیده است.